# Шовари, Кальман (борец)
Кальман Шовари (венг. Sóvári Kálmán; 12 сентября 1910 — 18 декабря 1996), также известный как Кальман Шеффер (нем. Kalman Schäffer) — венгерский борец вольного стиля.

## Биография
Родился в 1910 году в Сомбатхее. В 1935 году завоевал бронзовую медаль чемпионата Европы. В 1936 году принял участие в Олимпийских играх в Берлине, но неудачно.
В 1946 году стал серебряным призёром чемпионата Европы. В 1948 году принял участие в Олимпийских играх в Лондоне, где занял 5-е место.
Сын, которого также звали Кальман Шовари, стал известным футболистом, играл за сборную Венгрии.